# Eois operbula
Eois operbula är en fjärilsart som beskrevs av Dyar 1913. Eois operbula ingår i släktet Eois och familjen mätare. Inga underarter finns listade i Catalogue of Life.